# Kila (Ierse band)
Kíla is een Ierse folkmuziekgroep. Oorspronkelijk bestond de band uit Eoin Dillon (uilleann pipes), Colm Mac Con Iomaire (fiddle), Rossa Ó Snodaigh (fluit), Bones, Rónán Ó Snodaigh (bodhrán), Karl Odlum (basgitaar), David Odlum, (gitaar). Kíla werd geformeerd in 1987 in de Ierse school in Dublin.  Later vonden verschillende wisselingen in de band plaats. 
De laatste 10 jaar hebben zij optredens gehad in gehele wereld waaronder Dún Laoghaire Festival of World Cultures, Electric Picnic, Womadelaide, Glastonbury, Féile an Dóilín, St Chartier en The Stockholm Water Festival.  

## Huidige muzikanten

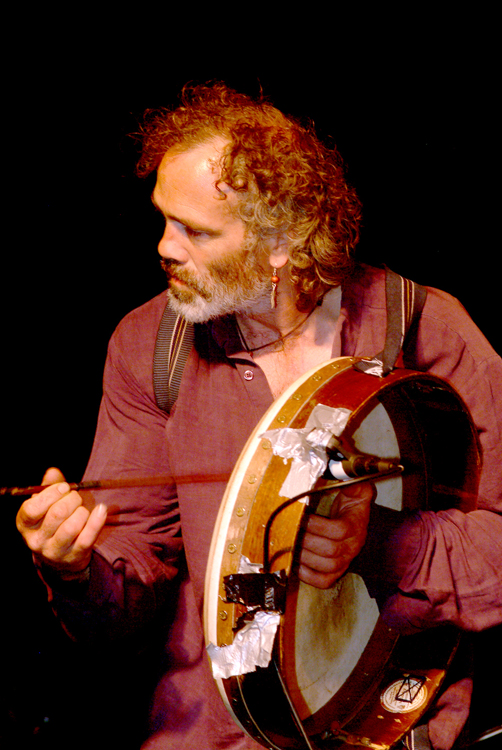
Rossa Ó Snodaigh
- Rónán Ó Snodaigh
- Colm Ó Snodaigh
- Dee Armstrong
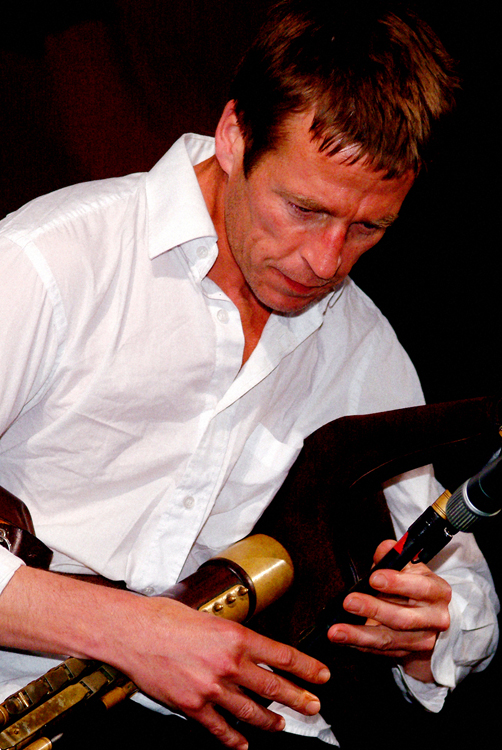
Eoin Dillon
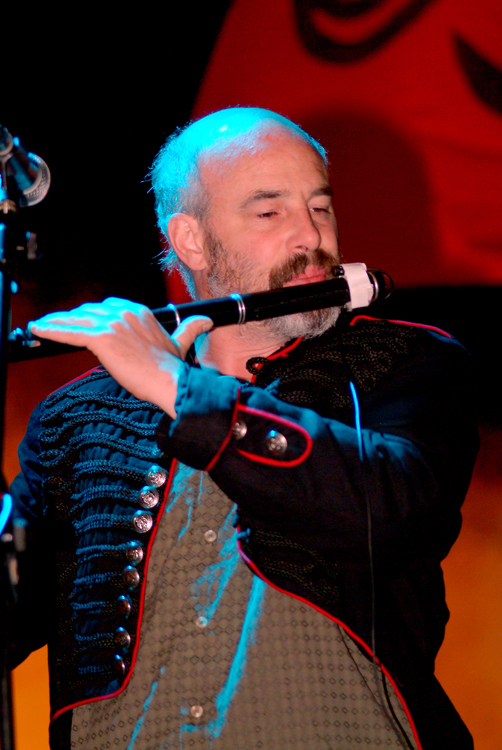
Colm Ó Snodaigh
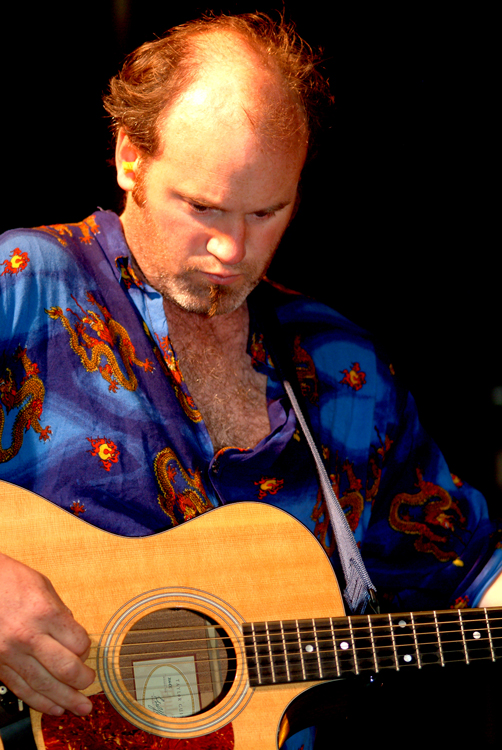
Rossa Ó Snodaigh
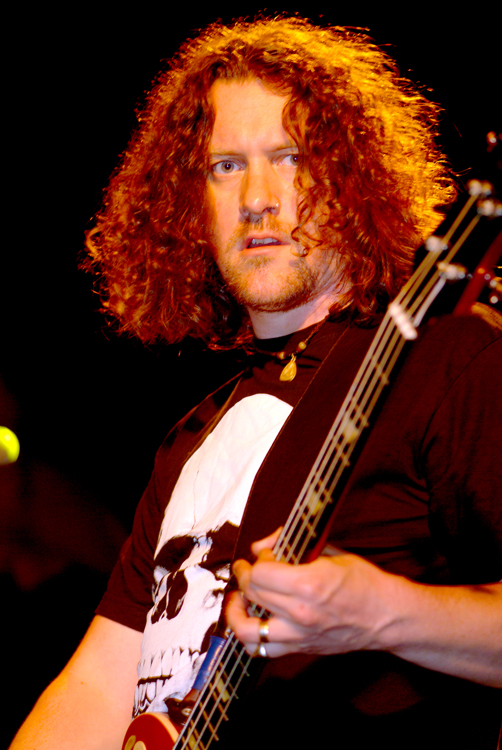
Brian Hogan
- Lance Hogan

- Rónán Ó Snodaigh
- Eoin Dillon
- Colm Ó Snodaigh
- Rossa Ó Snodaigh
- Brian Hogan

## Discografie

### Albums als Kíla
- Groovin' (1991)
- Handel's Fantasy (1993)
- Mind the Gap (1995)
- Tóg É Go Bog É (1997)
- Lemonade & Buns (2000)
- Live in Vicar St. (2000)
- Monkey (2002)
- Luna Park (2003)
- Live in Dublin (2004)
- Best off & Live in Dublin Double Album - Japan only (2005)
- Another Beat - remixed Kíla tracks by Japanese artists - Japan only (2006)
- Kíla & Oki (2006)
- Gamblers' Ballet (2007)

### Singles als Kíla
- Ón Taobh Tuathail Amach (1997)
- Tóg é go Bog é - Live Christmas single (2002)
- Glanfaidh Mé - Radio Edit (2003)
- An Tiománaí - with Heatwave (2005)
- Tóg é go Bog é - with Oki (2005)
- hAon Dó & Ní Liom Féin - with Oki - radio edits (2006)
- Half Eight/Leath ina dhiaidh a hOcht  (2007)

### Solo
- Tip Toe - Rónán Ó Snodaigh (2001)
- Tonnta Ró - Rónán Ó Snodaigh (2003)
- The Playdays - Rónán Ó Snodaigh (2004)
- The Third Twin - Eoin Dillon (2006)
- The Last Mile Home - Rónán Ó Snodaigh (2007)
- Giving - Colm Ó Snodaigh (2007)

### Dvd's als Kíla
- Live in Vicar St - bonus-dvd with Luna Park (2003)
- Once Upon a Time - concertfilm opgenomen in Vicar St Dublin (2008)